# State of the World
State of the World è un singolo della cantautrice statunitense Janet Jackson, pubblicato il 6 febbraio 1991 come ottavo e ultimo singolo dall'album Rhythm Nation 1814.

## Descrizione
Il singolo fu commercializzato solo in Giappone, Sudafrica e Australia e non fu accompagnato da alcun video musicale.

## Classifiche
| Classifica (1991) | Posizione |
| ----------------- | --------- |
| Dance (USA)       | 9         |
| Billboard (USA)   | 5         |
| Giappone          | 1         |
| Sudafrica         | 1         |
| Australia         | 94        |